# Raphaël Jerusalmy
Ne pas confondre avec le président de la bourse italienne Raffaele Jerusalmi (en).
Pour les articles homonymes, voir Jérusalmi.
Raphaël Jerusalmy est un écrivain franco-israëlien né à Paris le 7 novembre 1954.

## Biographie

### Famille
D’origine séfarade par sa grand-mère paternelle Sultana, dont les membres de la famille ont, pour la plupart, été exterminés à Auschwitz, Raphaël Jerusalmy est aussi russe ashkénaze par son père, brocanteur, artisan et relieur-doreur,.

### Formation
Il commence sa scolarité dans une institution catholique de Montmartre, où il grandit, puis après une khâgne à 15 ans au lycée Henri IV, il rejoint l’Ecole Normale Supérieure de Cachan et la Sorbonne,,

### Carrière
Après ses études, il s'engage dans l'armée israélienne, au sein de laquelle il évolue rapidement vers le service de renseignement. Officier de liaison, surtout en Amérique latine, il rencontre Augusto Pinochet et Yasser Arafat. Après une quinzaine d'années, il prend sa retraite de l'armée et mène des actions éducatives et humanitaires, puis devient négociant en livres anciens à Tel Aviv. Il est également expert sur la chaîne de télévision I24news. En 2022, il publie In absentia, une « danse macabre » sur la collection de squelettes juifs du professeur Hirt.

### Positions politiques
Après les élections législatives israéliennes de 2022, il déclare : « Netanyahou, c’était très bien au moment où il a été Netanyahou » puis critique son retour aux côtés de « l'extrême droite raciste » et soutient le centriste Yaïr Lapid.

### Distinctions
- 2013: Prix Emmanuel-Roblès
- 2017: Prix Amerigo-Vespucci[9]

## Œuvres
- Shalom Tsahal : confessions d’un lieutenant-colonel des renseignements israéliens, Paris, NM 7 éditeur, 2002, 394 p.  (ISBN 2-913973-27-2)[10]
- Sauver Mozart : le journal d'Otto J. Steiner, Arles, France, Actes Sud, coll. « Domaine français », 2012, 148 p.  (ISBN 978-2-330-00516-0)

Prix Emmanuel-Roblès 2013, prix littéraire de l'ENS Cachan
- La Confrérie des chasseurs de livres, Arles, France, Actes Sud, coll. « Domaine français », 2013, 320 p.  (ISBN 978-2-330-02261-7)[13],[14]
- Les obus jouaient à pigeon vole, Éditions Bruno Doucey, 2016, 177 p.  (ISBN 978-2-362-290947)[15] Prix du Salon du Livre de Chaumont, 2016.
- Évacuation, Arles, Actes Sud, coll. « Domaine français », 2017, 128 p.  (ISBN 978-2-330-07572-9)

Prix Amerigo Vespucci 2017 (remis lors du 28e Festival international de géographie (FIG) à Saint-Dié-des-Vosges).
- La Rose de Saragosse, Arles, France, Actes Sud, coll. « Domaine français », 2018, 192 p.  (ISBN 978-2-330-09054-8)
- Manuel bleu contre l'antisémitisme et la désinformation, Éditions Valensin, 2019  (ISBN 9782374260389)
- Des Sex Pistols à l'Intifada : Confidences d’un officier israélien du renseignement, Balland, coll. « Romans Nouvelles Recits », 2021, 258 p.  (ISBN 978-2940632640)
- In Absentia, Actes Sud, coll. « Romans Nouvelles Recits », 2022, 176 p.  (ISBN 978-2330164362)